# آرتریوسکلروز
آرتریواسکلروز (به انگلیسی: Arteriosclerosis)، یک اصطلاح کلی برای ضخیم‌شدن و سفتی دیوارهٔ سرخ‌رگ است. به عبارت دیگر هنگامی‌که عروق و رگ‌ها حالت ارتجاعی خود را ازدست می‌دهند و گاهی قطر عروق تغییر می‌کند.آترواسـکلروز یک پیشـرفت آهسـته و مادام العمر تغییرات در رگهای خونی اسـت و ماهیت ایـن رسـوبات از کلسـترول، مـوادچـرب، مـواد زائـد سـلولی، کلسـیم و فیبرین (مـاده لختـه کننده در خون) تشـکیل شـده است.
این بیماری در شریان‌های متوسط و بزرگ ایجاد می‌شود. شایع‌ترین نوع آن آترواسکلروز یا تصلب شرایین می‌باشد که سختی دیواره سرخرگ‌ها به سبب وجود پلاک‌های چربی و کلسترول با چگالی پایین ایجاد می‌گردد. بالابودن کلسترول خون، فشار خون بالا، عوامل ژنتیک و مصرف سیگار احتمالاً مهم‌ترین عوامل ایجاد آترواسکلروز هستند.
آترواسکلروز با تسبیب سکته قلبی و مغزی مهم‌ترین عامل مرگ‌ومیر در بسیاری کشورها است.
آرتریواسکلروز در مردان شایعتر است. افزایش میزان پراکسیداسیون لیپیدی از علل اصلی شروع و پیشرفت آرتریواسکلروز محسوب می‌گردد.